# Erythemis simplicicollis
Erythemis simplicicollis ist eine Libellenart der Gattung Erythemis aus der Unterfamilie Sympetrinae. Ihr Verbreitungsgebiet erstreckt sich vom Zentrum bis in den Osten der USA und in Kanada östlich der Rocky Mountains. Sie gilt als eine der verbreitetsten Arten des östlichen Teils der USA. Der Status der Art ist teilweise umstritten; sie wird von manchen als Unterart von Erythemis collocata angesehen. In den neuesten Veröffentlichungen gilt sie aber derzeit wieder als eigenständige Art.

## Bau der Imago
Ausgewachsen erreichen die Tiere eine Länge zwischen 36 und 48 Millimetern, wovon das Abdomen 24 bis 30 Millimeter einnimmt.
Die Flügel erreichen eine Größe zwischen 30 und 34 Millimeter und sind durchsichtig.

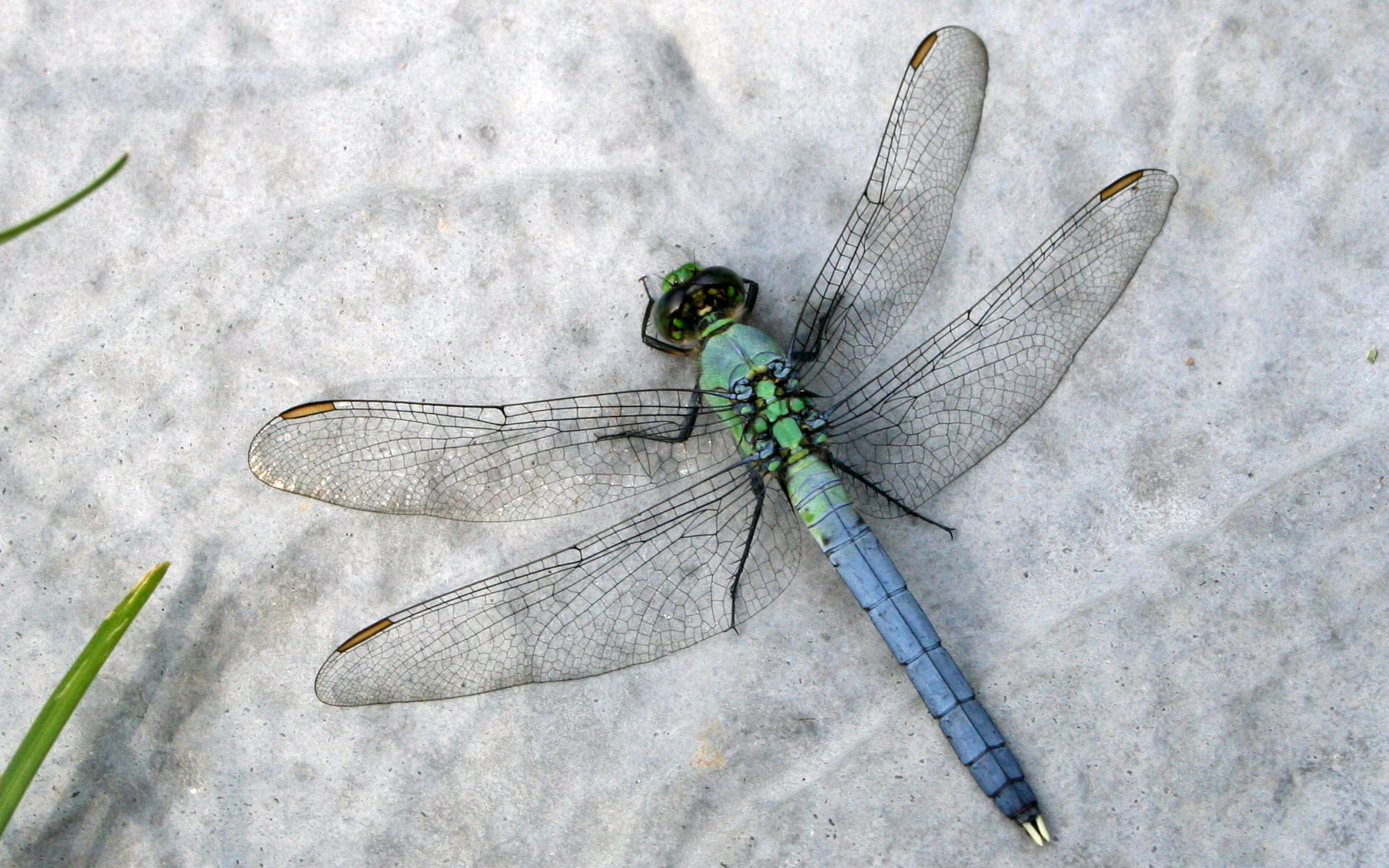
Männchen
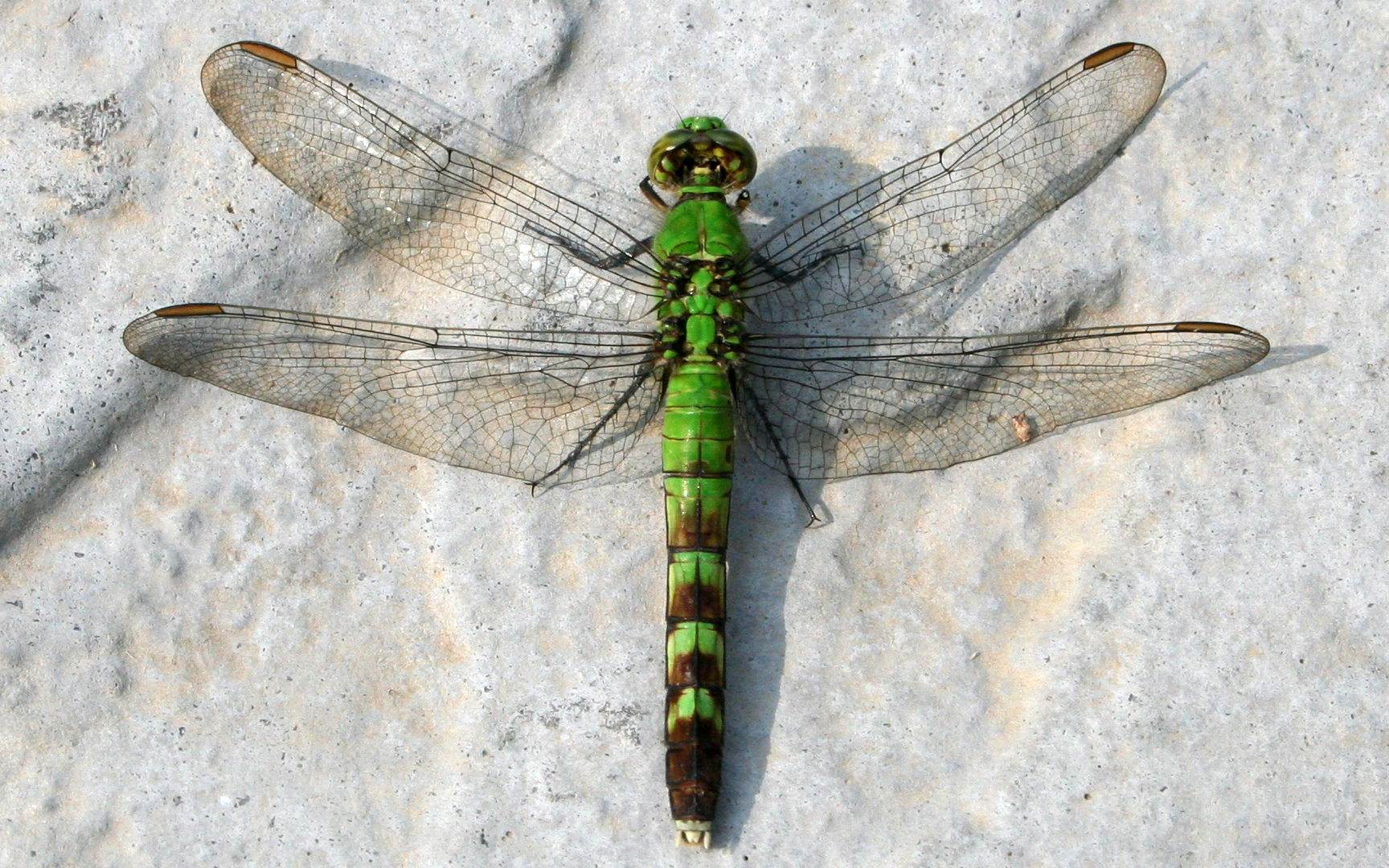
Weibchen

Das Gesicht von Erythemis simplicicollis ist wie der Thorax grün, allerdings werden die Männchen mit dem Alter aschblau. Diese Umfärbung beginnt mit dem Abdomen, endet am Thorax und dauert mit insgesamt 17 Zwischenstufen zwei bis drei Wochen. Das Abdomen ist vor der Umfärbung bei den Männchen wie auch bei den Weibchen schwarz mit grünen Flecken auf den Segmenten vier bis sechs. Die Cerci sind bei den Jungtieren gelb oder blassgrau.

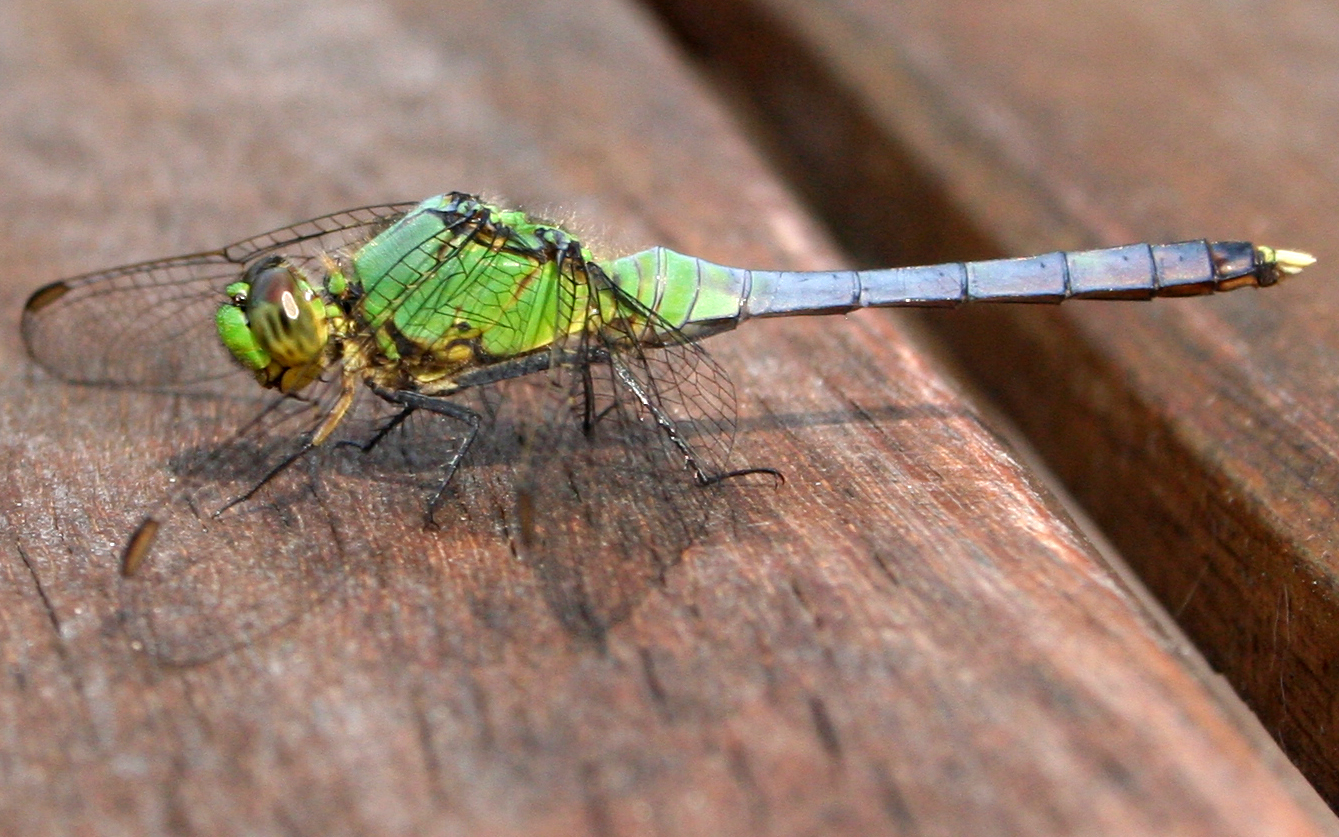
Junges Männchen, dessen Abdomen bereits umgefärbt ist.
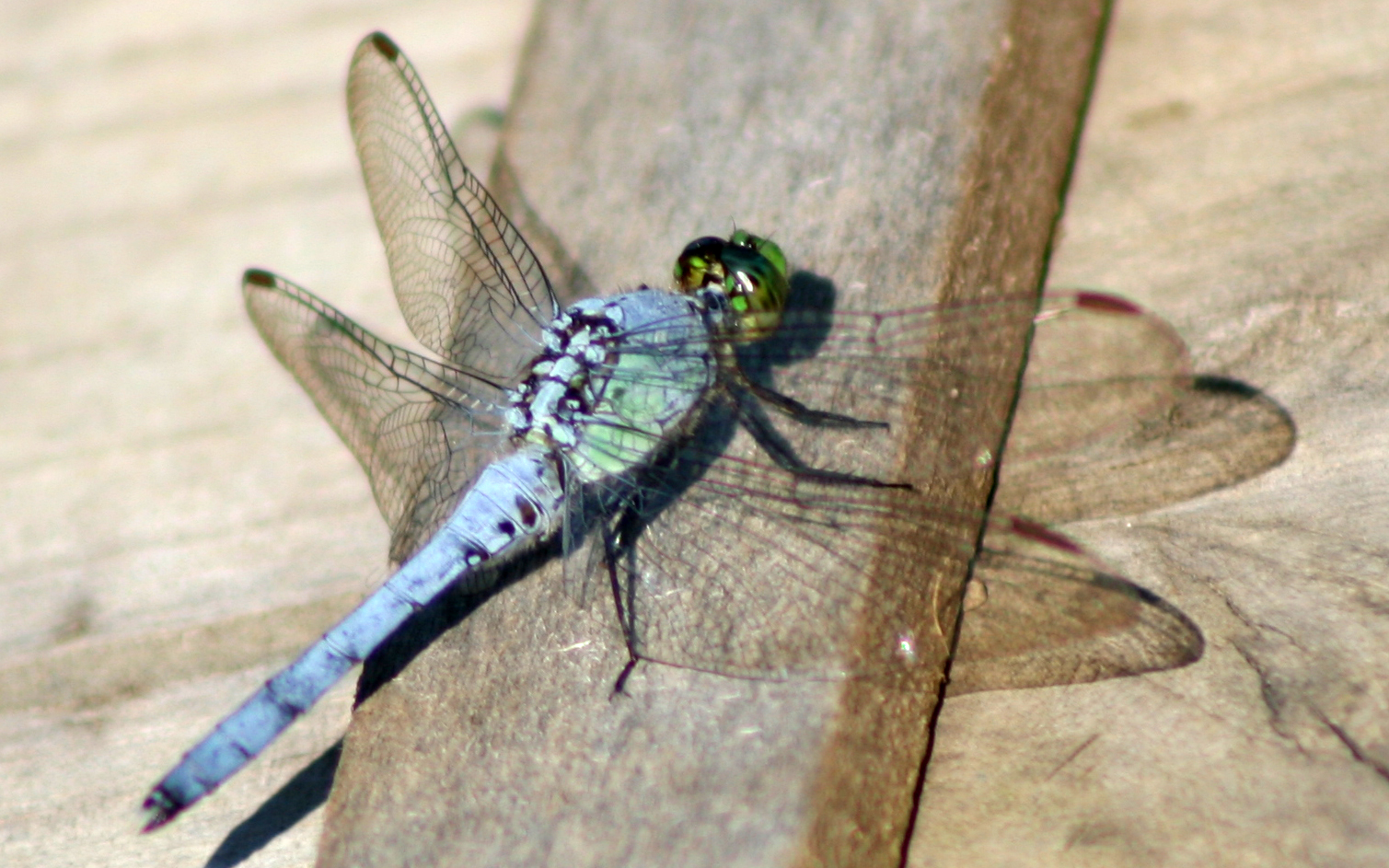
Männchen, bei dem die Umfärbung abgeschlossen ist.

## Ähnliche Arten
Am ähnlichsten ist Erythemis simplicicollis verständlicherweise die teilweise auch als zweite Unterart gehandelte Erythemis collocata, allerdings ist diese in der Farbgebung dunkler und die Männchen besitzen schwarze Cerci. Die ebenfalls ähnliche Erythemis vesiculosa ist größer und besitzt ein schlankeres Abdomen.

## Wissenschaftliche Beschreibungen
Thomas Say lieferte 1839 die erste Beschreibung unter dem Namen Libellula simplicicollis anhand eines Männchens aus Nordamerika. Der Holotyp befindet sich heute im Boston Museum. Bereits 1842 beschrieb Jules Pierre Rambur eine Erythemis simplicicollis aus Philadelphia als Libellula coerulans und ein weiteres Exemplar als Libellula maculiventris. Eine weitere Beschreibung folgte 1866 durch Samuel Hubbard Scudder anhand eines Männchens unter dem Namen Mesothemis gundlachii. Auch dieses Exemplar befindet sich heute im Boston Museum. 1890 synonymisierte William Forsell Kirby die von Rambur mit der von Say beschriebenen Libellula simplicicollis. Friedrich Ris erkannte 1911 nun auch noch die Synonymität von Scudders Art und stufte die Art zur Unterart herab. Diese Herabstufung ist allerdings noch immer umstritten und nicht akzeptiert.